# Athlon
Athlon identifica una lunga serie di microprocessori con architettura x86 progettati e costruiti dal 1999 sino ad oggi da Advanced Micro Devices.
Questa serie comprende la settima (K7), l'ottava (K8) e la nona (K9) generazione di CPU prodotte dal colosso californiano. Con la decima generazione (K10) si è deciso inizialmente di abbandonare questo storico nome, ma poi è rimasto a identificare una nuova serie di processori dual-tri-quad core.

## Architetture

### Architettura K7 (1999-2003)
- Athlon Classic (Argon, Pluto, Orion, Thunderbird)
- Athlon XP (Palomino, Thoroughbred-A, Thoroughbred-B, Thorton, Barton)
  - Mobile Athlon 4 (Corvette)
  - Athlon XP-M (Thoroughbred A/B, Barton, Dublin)

Settore Server
- Athlon MP (Palomino, Thoroughbred A/B, Bartonv)

### Architettura K8 (dal 2003)
- Athlon 64 (ClawHammer, Newcastle, Winchester, Venice, San Diego, Orleans, Lima)
  - Athlon 64-M (ClawHammer, Odessa, Oakville, Newark)
- Athlon 64 FX (SledgeHammer, ClawHammer, San Diego)

### Architettura K9 ~ K8 dual core (dal 2005)
- Athlon 64 X2 (Manchester, Toledo, Windsor, Brisbane)
- Athlon X2 (Brisbane)